# Tegoribates americanus
Tegoribates americanus är en kvalsterart som beskrevs av Hammer 1958. Tegoribates americanus ingår i släktet Tegoribates och familjen Tegoribatidae. Inga underarter finns listade i Catalogue of Life.